# San Cipriano d'Aversa
San Cipriano d'Aversa là một đô thị ở tỉnh Caserta trong vùng Campania của Ý, có vị trí cách khoảng 20 km về phía tây bắc của Napoli và khoảng 20 km về phía tây nam của Caserta. Tại thời điểm ngày 31 tháng 12 năm 2004, đô thị này có dân số 12.767 người và diện tích là 6,2 km².
San Cipriano d'Aversa giáp các đô thị: Casal di Principe, Casapesenna, Giugliano in Campania, Villa di Briano, Villa Literno.